# Chiesa di Santa Chiara (Francavilla Fontana)
La chiesa di Santa Chiara è un luogo di culto cattolico di Francavilla Fontana, in provincia di Brindisi, costruito nel 1836, dopo l'abbattimento della chiesa seicentesca a cui era annesso anche un monastero delle clarisse.

## Architettura

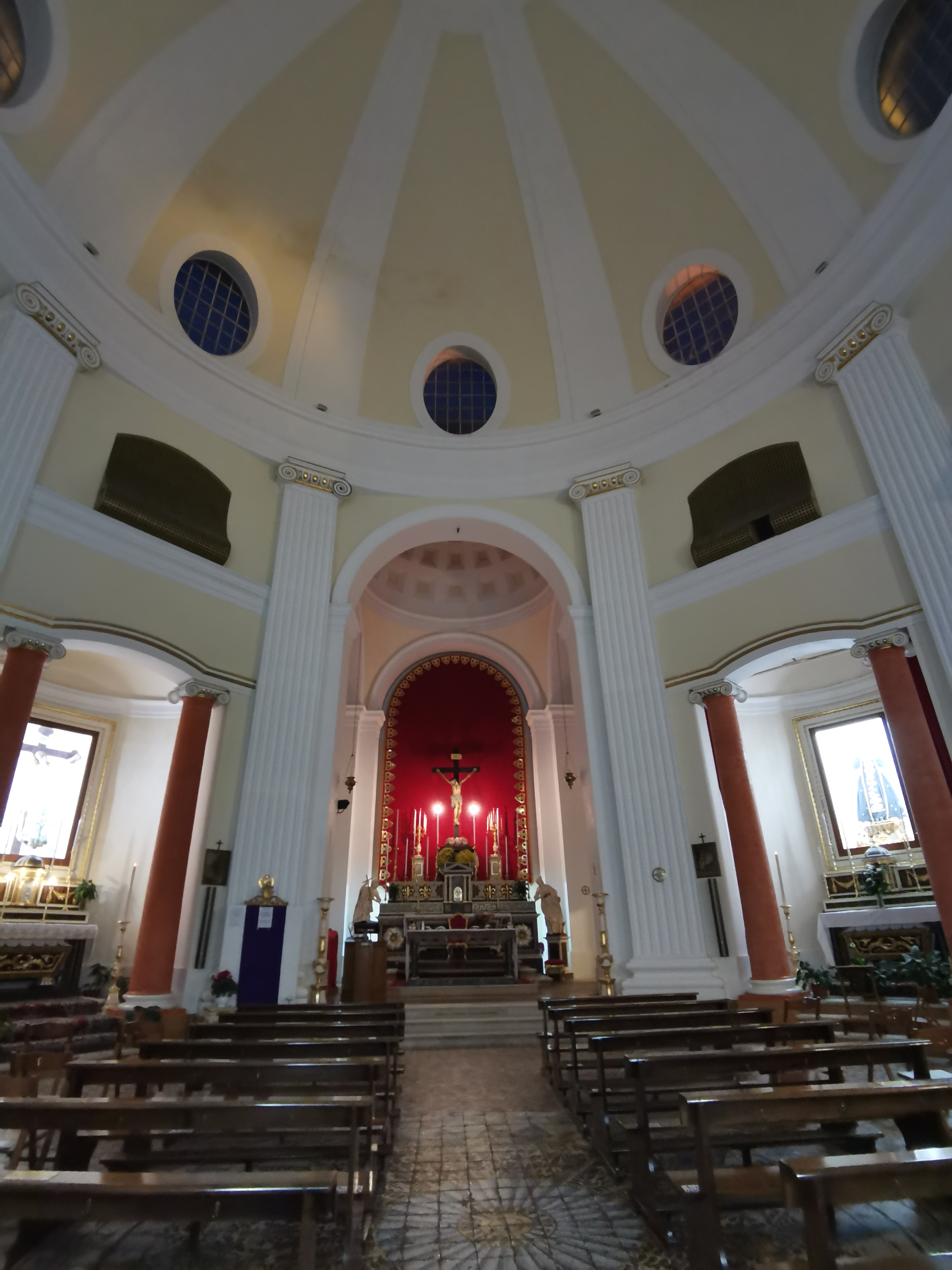
Interno della chiesa

La chiesa presenta una facciata in stile neoclassico, opera dell'architetto gesuita Giovan Battista Jazzeolla, con due coppie di lesene ioniche ai lati del portale architravato, poggianti su bassi plinti. La parte centrale è fiancheggiata da due nicchie centinate prive di statue, aventi in asse, come il portale, finestrini rettangolari. Più in alto si trova la trabeazione, recante l'iscrizione DOMUS MEA DOMUS ORATIONIS EST e sormontata da un cornicione a dentelli e da un timpano al centro. 
L'interno offre una pianta ottagonale, impreziosita dall'elegante disegno sul pavimento in ceramica, risalente al 1840. Sui lati obliqui sono situati quattro altari a nicchia, scanditi da coppie di colonne ioniche rosse, più l'abside rialzata contenente l'altare maggiore, sovrastato dalla statua di Santa Chiara d'Assisi. Al di sopra dello spazio centrale si erge una cupola su otto grandi paraste ioniche, tra le quali spiccano le grate da cui le Clarisse assistevano alle funzioni religiose con, al di sopra, otto lucernari ovali, mentre l'altare è coperto da una cupola a cassettoni d’ispirazione cinquecentesca.

## Ex-convento delle Clarisse

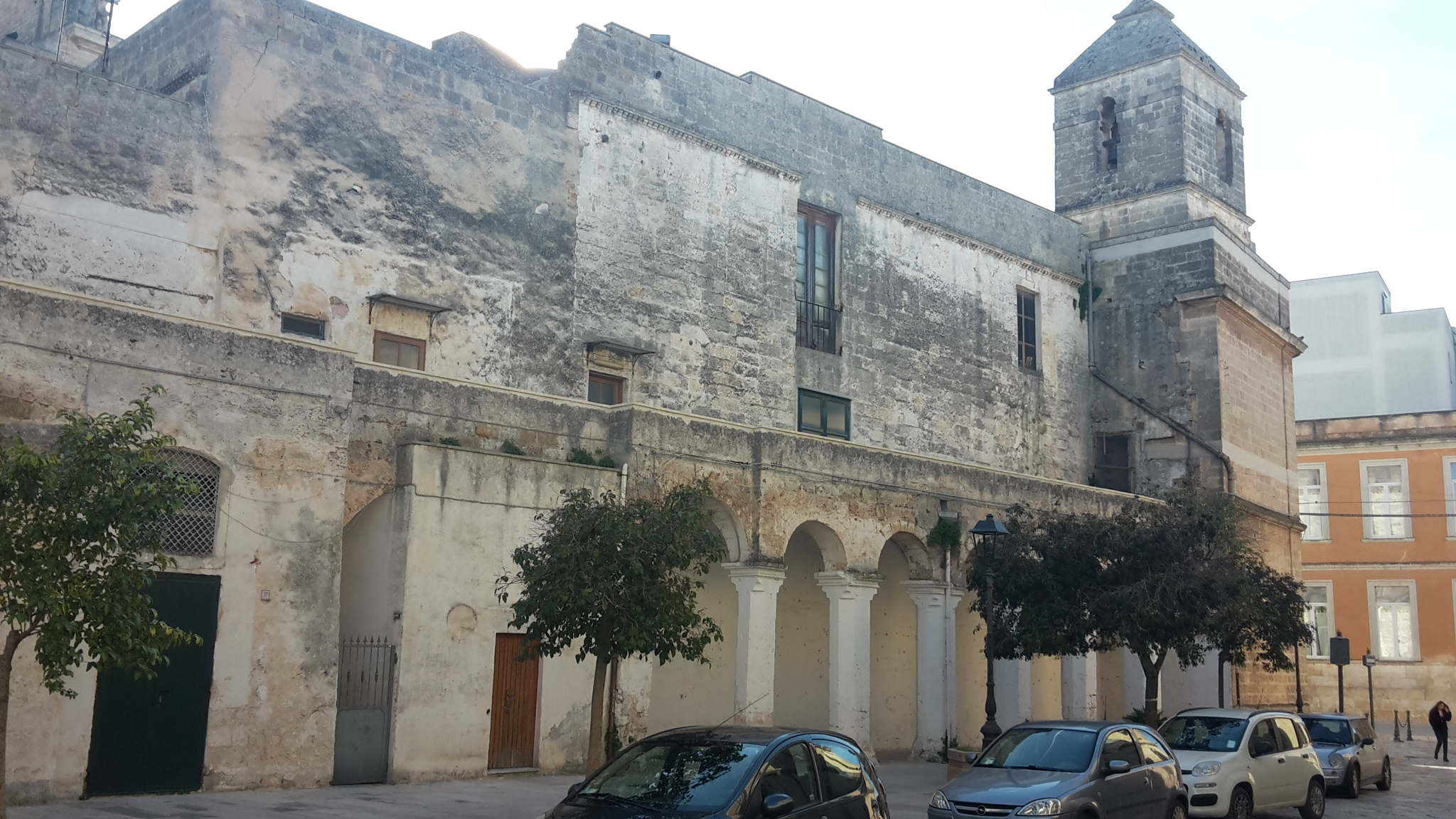
Resti del convento con il campanile della chiesa

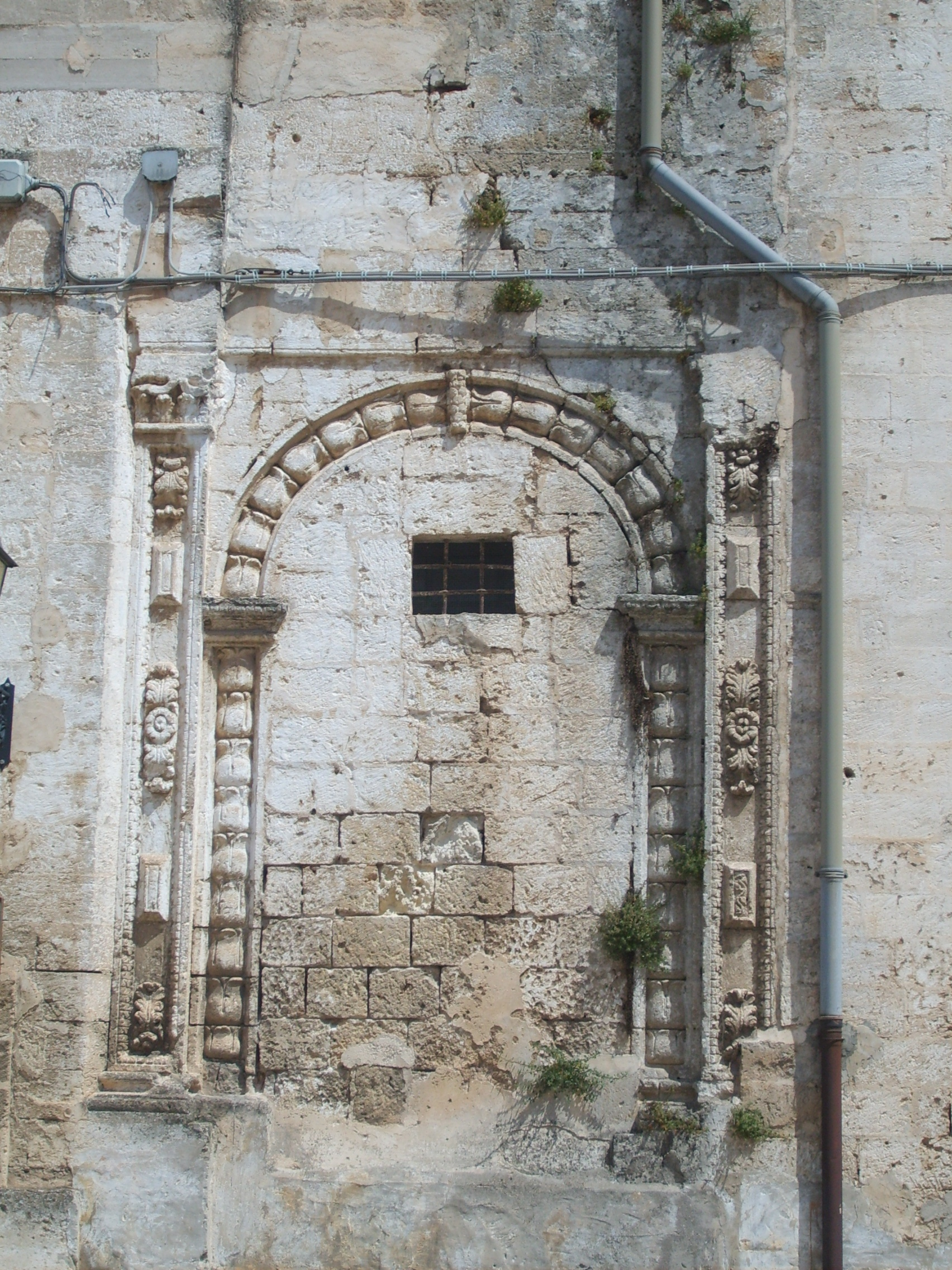
Resti dell'antico portale

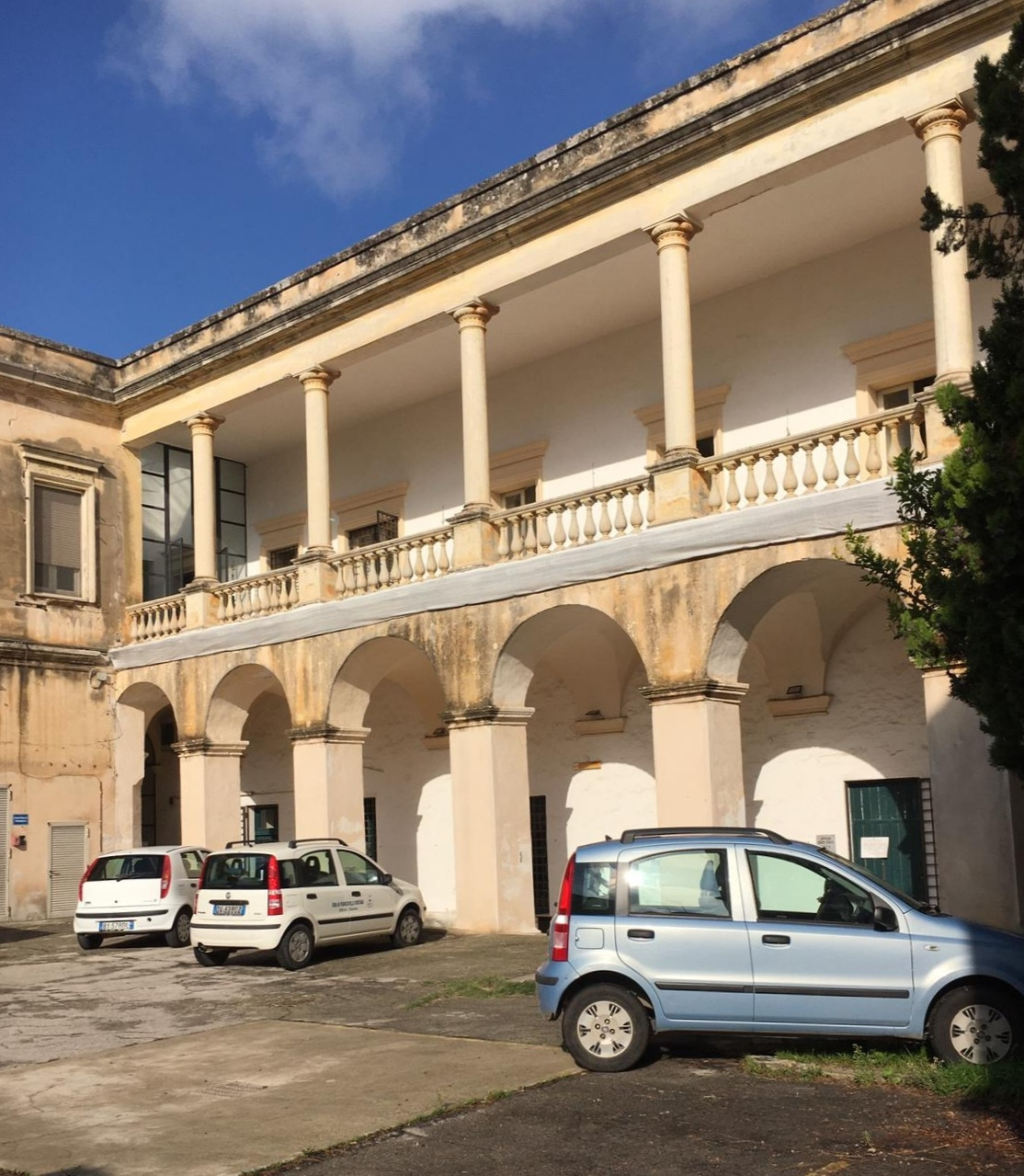
Cortile rimasto dal convento, oggi compreso negli uffuci comunali

Alla chiesa era connesso un convento delle monache Clarisse, costruito nel 1625, ma che ci è pervenuto frammentato in vari edifici. Costituisce un'importante testimonianza dello sviluppo architettonico della città nel XVII secolo. L'attuale condizione risale, invece, al primo dopoguerra, quando vi fu di nuovo un risanamento della zona, che comportò l'abbattimento di alcuni edifici e lo smembramento di una parte del monastero, trasformato in caserma dei Carabinieri. In questa porzione è ancora possibile ammirare quello che doveva esse l'ampio cortile interno, riconoscendo su un lato il tracciato di ciò che fu un ampio porticato, al cui interno è possibile rintracciare volte a stella in sequenza. Sopra di esso si distingue un ampio loggiato, costituito da una ricca balaustra e da delle colonne poste in corrispondenza dei pilastri del porticato. La via aperta attraverso il monastero dopo lo smembramento ne ha rivelato la struttura, lasciando una facciata più recente, con portone emergente per una sporgenza e due finestre per lato, prima dei portoni laterali, sul fronte della ex-caserma dei Carabinieri, oggi ospitante gli uffici comunali. Un cornicione separa la parte inferiore da quella superiore, aperta da una serie di finestre in stile neoclassico e allineate con le finestre inferiori. Sul fronte opposto si trovano, invece, i resti della parte più antica del convento, che comprendono i resti di un altro porticato, scandito da sei colonne ottagonali e terminante ad angolo della strada con il campanile della chiesa di Santa Chiara. Notevoli anche i resti, sull'altro lato del campanile, dell'antico portale di accesso in via Chiariste, probabile ingresso dell’antico palazzo del nobile tarantino Giacomo delli Ponti, su cui sorse il convento. Sebbene sia murato, sono ancora distinguibili elementi caratteristici, quali il bugnato che disegna l’arco d’ingresso, decorato con motivi fitomorfi che ricordano i fiori di loto, e due semicolonne, anch'esse decorate con motivi vegetali, culminanti con capitelli in stile composito.

## Sculture
Nella chiesa di Santa Chiara è custodita una collezione di statue realizzate in cartapesta tra il XVIII e il XIX secolo, in gran parte dai francavillesi Pietro Paolo Pinca (1758-1832) e Nicola Distante (1757-1817), detto Nnicchitieddu. Svolgono un ruolo fondamentale durante le cerimonie della Settimana Santa e, conservate all'interno della sagrestia, mostrano una particolare plasticità, una notevole bellezza cromatica, esprimendo una forte carica di drammaticità. Merita attenzione la statua di "Gesù col pane", resa con vari particolari, incidendo i contorni e studiando i diversi modi con cui la luce viene assorbita dalla materia. Un'altra è la cosiddetta "Cristo vestito da pazzo", in cui il volto del Salvatore è reso distaccato dal contesto, con il contributo della resa elegante delle forme e del panneggio. Le statue che colpiscono maggiormente sono, però, il "Cristo alla colonna", l'"Ecce homo", il "Cristo morto" e il "Cristo sotto la Croce", chiamata anche La Cascata o Lo Spasimo, rappresentazioni drammatiche della Passione e della Morte capaci di suscitare forti emozioni attraverso l'espressività dei gesti e l'accentuazione dei tratti della sofferenza. La Passione si conclude con la statua della Madonna Addolorata, di scuola veneta del '700 e posta a destra dell'altare, con volto e mani di legno policromo. Di essa colpisce l'espressione dolce e triste del volto, che riassume tutto il dolore materno per la morte del figlio.

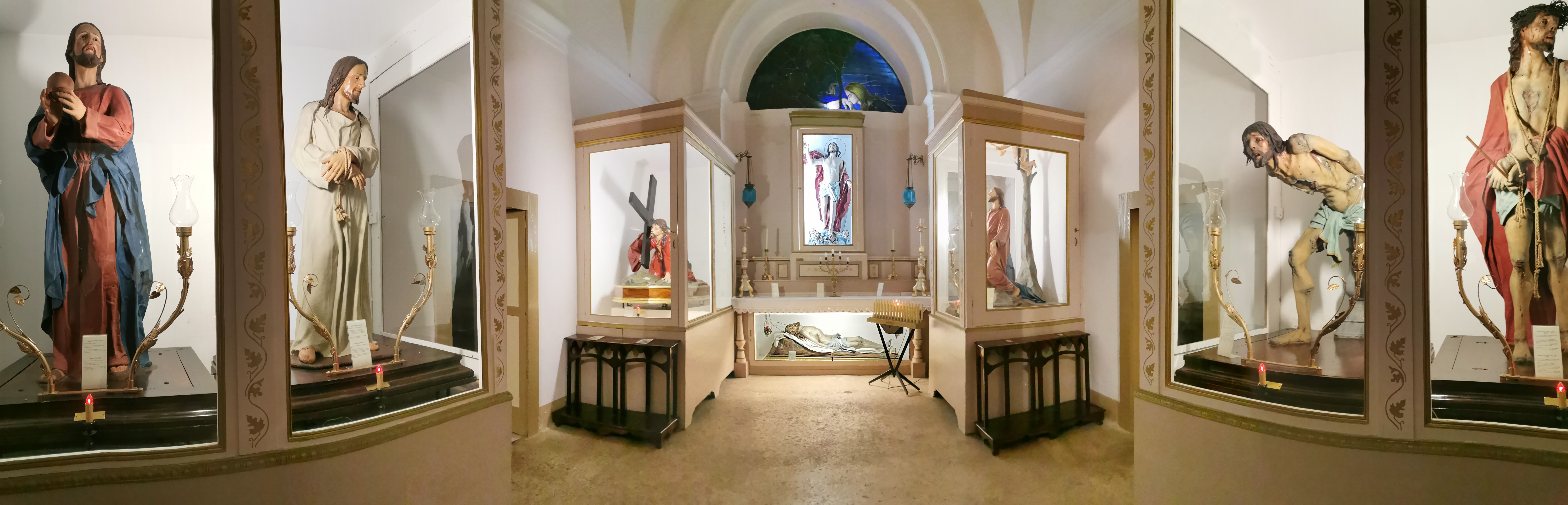
Statue della Passione. Da sinistra a destra rispettivamente: il Cristo col pane, il Cristo vestito da pazzo, il Cristo sotto la Croce, il Cristo morto e il Cristo risorto (sovrapposti), il Cristo nell'orto, il Cristo alla colonna e lEcce homo.

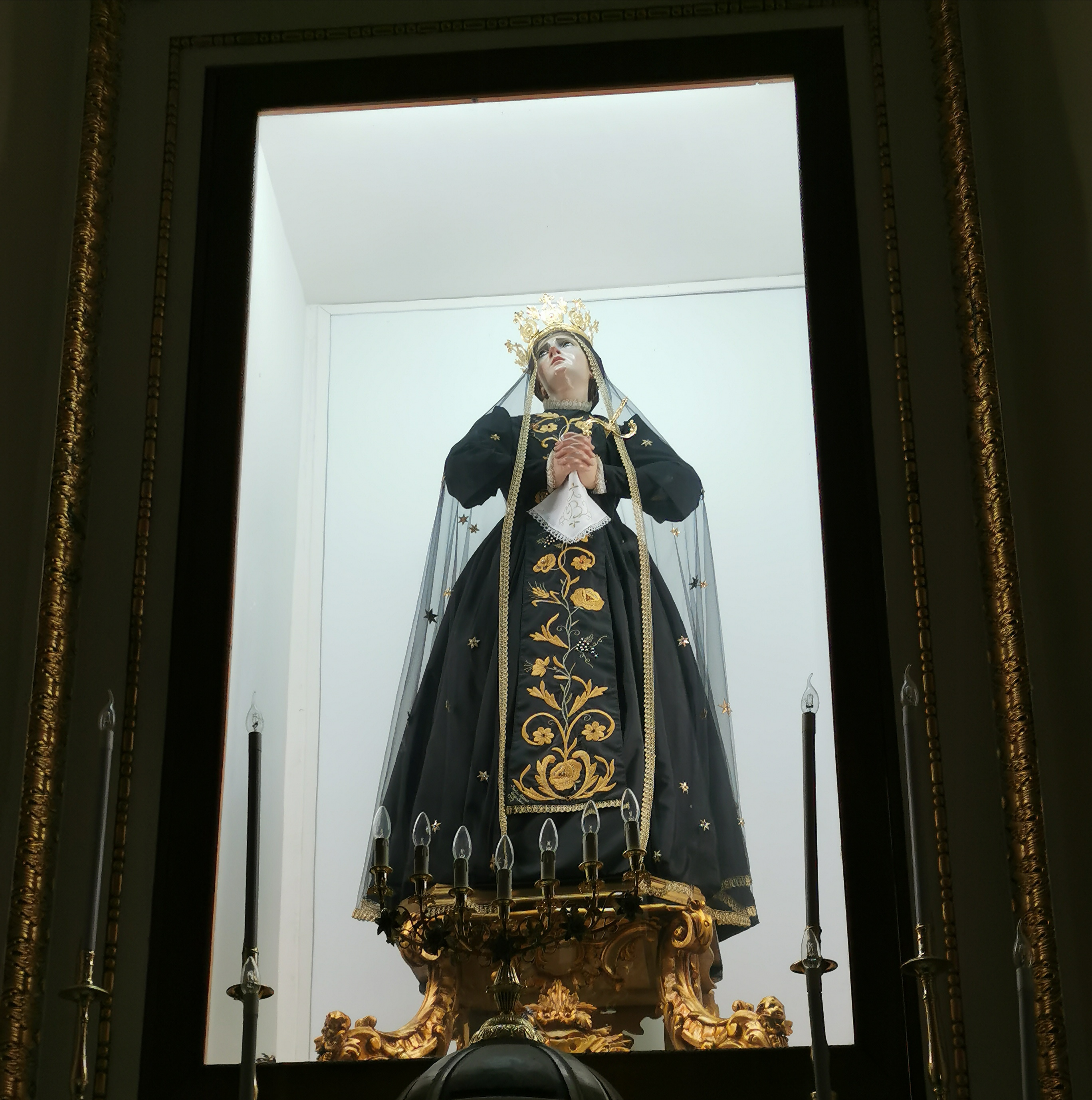
Statua dell'Addolorata
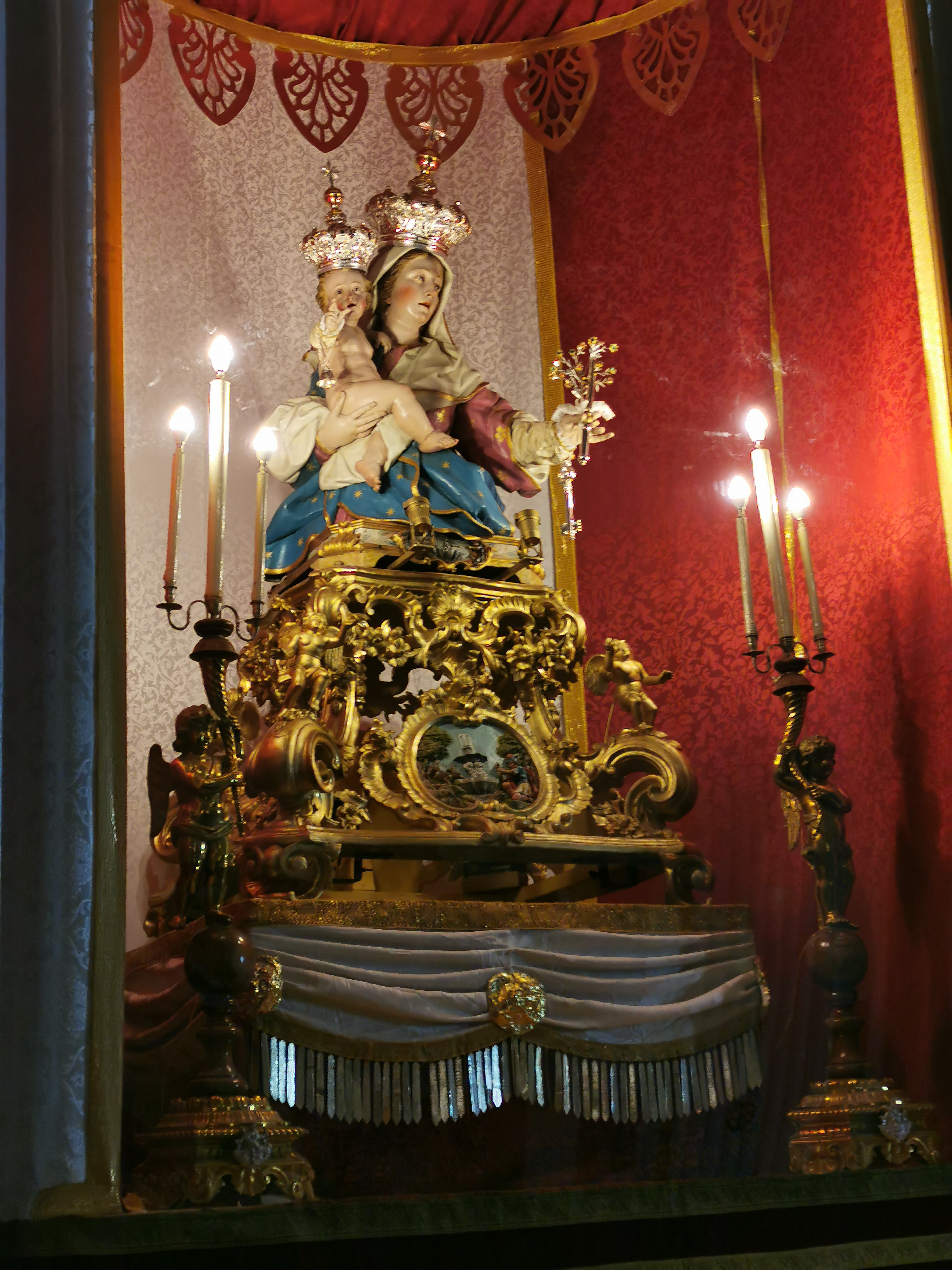
Madonna della Fontana, posta nella nicchia a destra dell'entrata,evento raro in quanto in Basilica ci sono stati dei lavori di restauro dal 26 ottobre 2020 a maggio 2021